# Napomyza manni
Napomyza manni är en tvåvingeart som beskrevs av Spencer 1986. Napomyza manni ingår i släktet Napomyza och familjen minerarflugor.
Artens utbredningsområde är Colorado. Inga underarter finns listade i Catalogue of Life.